# Orangefotad storfotshöna
Orangefotad storfotshöna (Megapodius reinwardt) är en fågel i familjen storfotshöns inom ordningen hönsfåglar.

## Utbredning och systematik
Orangefotad storfotshöna delas in i sex underarter:
- Megapodius reinwardt buruensis – förekommer på ön Buru (södra Moluckerna)
- Megapodius reinwardt reinwardt – förekommer i Små Sundaöarna, sydöstra Moluckerna, Aruöarna, södra och på sydöstra Nya Guinea
- Megapodius reinwardt macgillivrayi – förekommer i D'Entrecasteaux-öarna och Louisiaderna
- Megapodius reinwardt tumulus – förekommer i norra Australien
- Megapodius reinwardt yorki – förekommer i nordöstra Australien (Kap Yorkhalvön och angränsande öar)
- Megapodius reinwardt castanonotus – förekommer i östra och centrala Queensland (Cooktown till Yeppoon och öar)

## Status och hot
Arten har ett stort utbredningsområde, men tros minska i antal, dock inte tillräckligt kraftigt för att den ska betraktas som hotad. Internationella naturvårdsunionen IUCN listar arten som livskraftig (LC). Världspopulationen uppskattas till mellan 100.000 och en miljon adulta individer.

## Namn
Fågelns vetenskapliga artnamn hedrar Caspar Georg Carl Reinwardt (1773-1854), holländsk naturforskare och samlare av specimen i Ostindien 1817-1822.